# Sericochroa stricula
Sericochroa stricula är en fjärilsart som beskrevs av Paul Dognin 1910. Sericochroa stricula ingår i släktet Sericochroa och familjen tandspinnare. Inga underarter finns listade i Catalogue of Life.